# Pianeta di lava

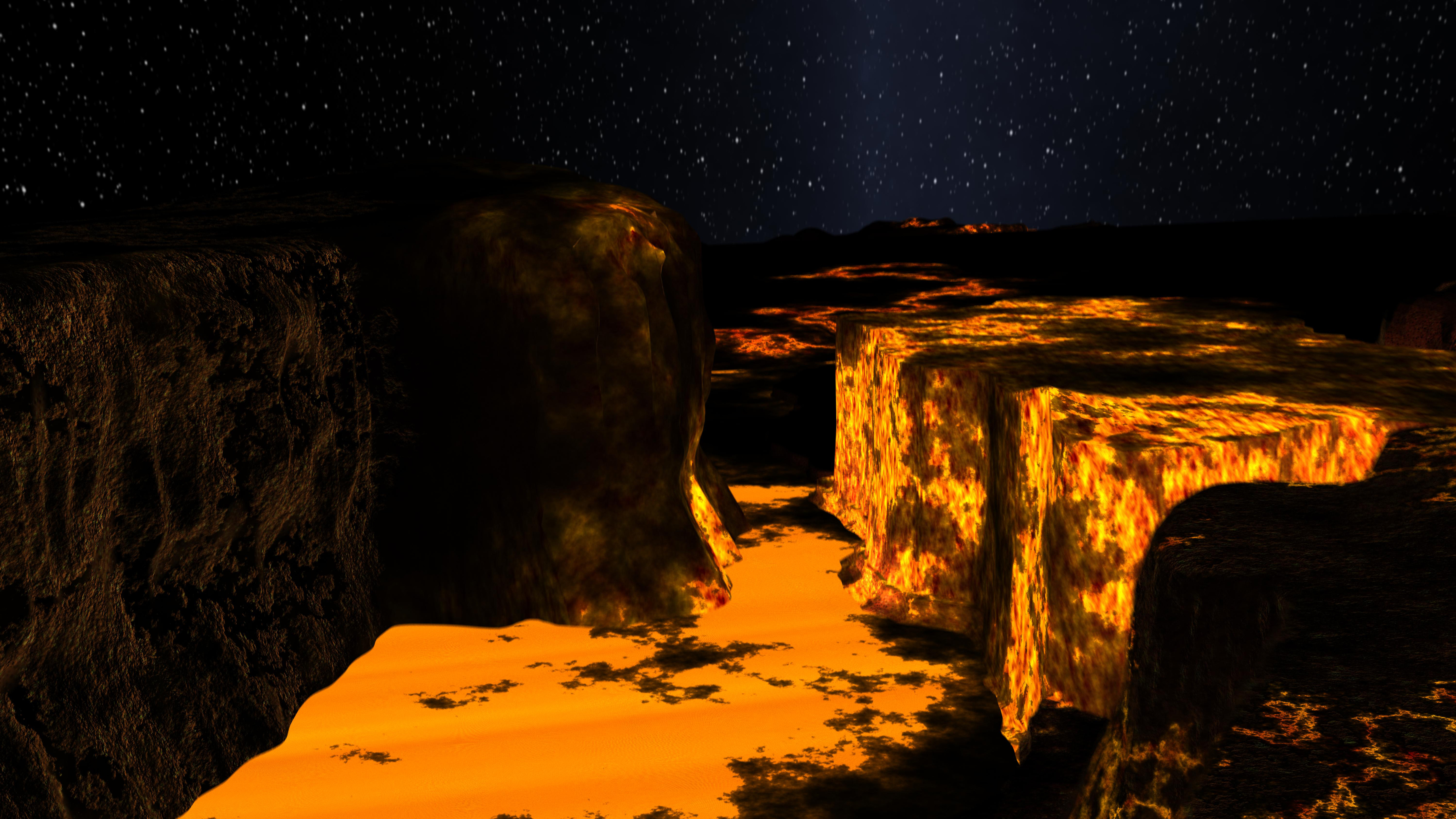
Rappresentazione artistica della superficie rovente di Kepler-10 b; definito anche "pianeta di lava", con temperature superficiali superiori ai 1800 K.

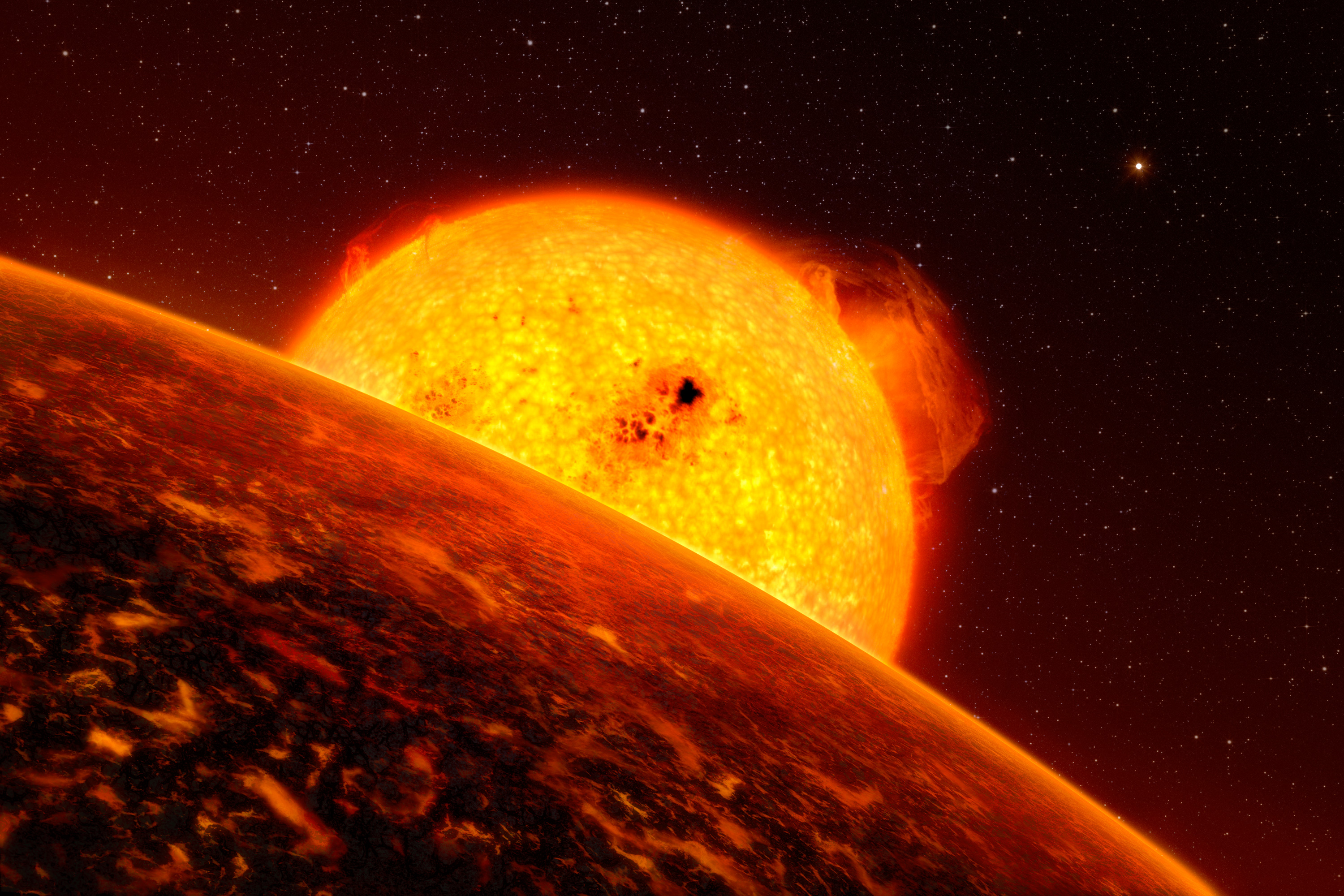
Rappresentazione artistica di CoRoT-7 b

Un pianeta di lava è un tipo ipotetico di pianeta terrestre la cui superficie è principalmente o interamente coperta da lava fusa. L'esistenza di questi pianeti può essere causata da diversi fattori: potrebbe trattarsi di un giovane pianeta terrestre poco dopo la sua formazione, oppure di un pianeta che ha subito in tempi recenti una grande collisione con un altro oggetto celeste, o ancora di un pianeta in orbita molto vicino alla sua stella, colpito di conseguenza da un intenso irraggiamento e da notevoli forze mareali.

## Origine
Probabilmente nella maggioranza dei casi i pianeti di lava orbitano molto vicino alla propria stella, o hanno orbite molto eccentriche che li portano periodicamente nei pressi della stella madre, che con la sua gravità provoca delle distorsioni che generano un riscaldamento mareale interno in grado di fondere le rocce in magma, che poi può risalire in superficie attraverso i vulcani. Questo effetto avviene ad esempio per Io, la più interna delle lune maggiori di Giove e che rappresenta il mondo geologicamente più attivo del sistema solare, con centinaia di vulcani sparsi sulla sua superficie e vasti flussi di lava. Un pianeta molto vicino alla propria stella potrebbe però avere un'attività anche maggiore rispetto a quella di Io, portando alcuni autori a coniare il termine super-Io. 
Il riscaldamento mareale non è però l'unico fattore che può modellare un pianeta di lava; anche l'intensa radiazione della stella molto vicina potrebbe fondere la crosta superficiale direttamente in lava. In un pianeta in rotazione sincrona attorno alla propria stella potrebbero esistere oceani di lava nel suo emisfero illuminato, e laghi di lava in quello oscuro, con la possibilità anche di piogge di roccia, causate dalla condensazione del materiale roccioso vaporizzatosi nel lato illuminato.
Un altro fattore chiave è la massa del pianeta: in pianeti terrestri massicci è più probabile la formazione delle placche tettoniche, e un pianeta più massiccio della Terra potrebbe avere anche un'attività vulcanica più intensa. Tuttavia, i protopianeti, anche se non particolarmente massicci e situati lontano dalla propria stella, potrebbero avere un'intensa attività vulcanica dovuta al riscaldamento interno subito durante la loro formazione. Anche la Terra potrebbe essere stata un pianeta di lava, quando un corpo delle dimensioni di Marte la colpì, evento che portò poi alla formazione della Luna.

## Abitabilità
Le condizioni su un pianeta di lava sono molto ostili per la vita così come la conosciamo, e se dovessero esistere organismi viventi su un pianeta di lava essi avrebbero certamente una biochimica estremamente diversa dalle forme di vita terrestre.

## Candidati
Non esistono pianeti di lava nel sistema solare e la loro esistenza rimane teorica, tuttavia alcuni pianeti scoperti hanno caratteristiche tali che suggeriscono che siano pianeti di lava, come 55 Cancri e, CoRoT-7 b, Kepler-10 b, Kepler-78 b e K2-229 b.